# Rajon Ösgön
Der Rajon Ösgön ist ein dem Oblus Osch in Kirgisistan unterstellter Rajon mit 287.109 Einwohnern (Stand 2022). Verwaltungssitz und Namensgeber ist die Stadt Ösgön.

## Geographie
Der Rajon grenzt im Norden an den Rajon Susak und den Rajon Togus-Toro im Oblus Dschalal-Abad, im Osten an den Rajon Ak-Talaa und den Rajon Atbaschy im Oblus Naryn, im Westen an Usbekistan und im Süden an den Rajon Kara-Suu und den Rajon Kara-Kuldscha sowie an kurzer Länge an den Rajon Alai. Im Osten wird der Rajon durch das Ferghanagebirge begrenzt, im Westen durch das Ferghanatal. Der größte Teil des Gebiets wird mit 88 % durch Gebirgs- und Vorgebirgslandschaften eingenommen, die restlichen 12 % entfallen auf die Talzone rund um Ösgön.
Das Klima variiert je nach Höhenlage. In den Talzonen beträgt die durchschnittliche Lufttemperatur im kältesten Monat Januar −3,2 °C. Im wärmsten Monat Juli sind es 23,6 °C. In den Gebirgszonen ist es mit −10 °C im Januar und 15 °C im Juli deutlich kälter. Im Gesamtgebiet beträgt die durchschnittliche Lufttemperatur im ganzen Jahr 11 °C. Die Warmperiode dauert meist 210–235 Tage. Die durchschnittliche jährliche Niederschlagsmenge beträgt im Gesamtgebiet 350–600 mm, an den Hängen des Ferganagebirges 900 mm.
Die wichtigsten Fließgewässer sind der Kara-Darja, der Jassy und der Kurschab, die alle drei in den Andidschan-Stausee münden.

## Geschichte
Der Rajon wurde 1928 gegründet.

## Bevölkerung
Die Volkszählung 2009 ergab für den Rajon Ösgön 228.114 Einwohner. Davon lebten 49.410 in städtischen Gebieten und 178.704 in ländlichen Gebieten.
Die ethnische Zusammensetzung stellt sich wie folgt dar:
| Ethnie     | Angehörige | Anteil an der Gesamtbevölkerung |
| ---------- | ---------- | ------------------------------- |
| Kirgisen   | 168.277    | 73,8 %                          |
| Usbeken    | 50.666     | 22,2 %                          |
| Türken     | 7.210      | 3,1 %                           |
| Russen     | 707        | 0,3 %                           |
| Uiguren    | 595        | 0,3 %                           |
| Tataren    | 254        | 0,1 %                           |
| Tadschiken | 124        | 0,1 %                           |
| Andere     | 281        | 0,1 %                           |

Bevölkerungsentwicklung:
| Jahr | Einwohnerzahl |
| ---- | ------------- |
| 1970 | 102.024       |
| 1979 | 120.980       |
| 1989 | 151.806       |
| 1999 | 193.766       |
| 2009 | 228.114       |
| 2022 | 287.109       |

## Gliederung
Der Rajon beinhaltet eine Stadt und 107 Dörfer in 19 Landgemeinden. Die 19 Landgemeinden sind:
| Landgemeinde    | Verwaltungssitz  | Einwohner 2009 |
| Stadt Ösgön     |                  | 49.410         |
| --------------- | ---------------- | -------------- |
| Ak-Dschar       | Ak-Dschar        | 6.510          |
| Basch-Döbö      | Kengesch         | 5.956          |
| Deng-Bulak      | Bakmal           | 14.060         |
| Dschalpak-Tasch | Bakmal           | 7.248          |
| Dschasy         | Kara-Dyjkan      | 13.313         |
| Dschylandy      | Dschylandy       | 8.161          |
| Ijri-Suu        | Dschijde         | 10.553         |
| Kara-Tasch      | Ijrek            | 2.069          |
| Karool          | Karool           | 13.639         |
| Köldük          | Schamal-Terek    | 5.357          |
| Kurschab        | Kurschab         | 19.229         |
| Kysyl-Oktjabr   | Staraja Pokrowka | 12 532         |
| Kysyl-Too       | Kysyl-Too        | 7.308          |
| Myrsa-Ake       | Myrsa-Ake        | 16.930         |
| Salam-Alik      | Salam-Alik       | 7.440          |
| Serger          | Tosoi            | 10.534         |
| Tört-Köl        | Schoro-Baschat   | 10.978         |
| Tschangget      | Tschangget       | 3.579          |
| Gesamt          |                  | 228.114        |